# IAI Lavi
«Лави» (ивр. לביא ‎ — молодой лев) — опытный образец истребителя, созданный компанией IAI. Проект закрыт, но в некоторых программах по созданию истребителей в других странах использованы результаты исследований, проведённых при создании «Лави».

## История
Программа создания «Лави» началась в феврале 1980, когда правительством Израиля было дано указание ВВС Израиля создать технические спецификации для будущего истребителя. Исследовательские работы начались в октябре 1982. В качестве поставщика двигателей была выбрана американская фирма Pratt & Whitney. Программу исследований предполагалось завершить к 1990 году, в дальнейшем предполагалось серийное производство самолётов.
Всего было построено пять фюзеляжей, но полностью завершены только два опытных самолёта.
31 декабря 1986 года прототип истребителя впервые поднялся в воздух.

## Остановка программы
30 августа 1987 года было принято решение о приостановке программы.
Последний полет «Лави» совершил в 1990 году, в дальнейшем проект был свёрнут в пользу F-16.
Документация была продана Китаю и использовалась при создании китайского истребителя Chengdu J-10.

### Последующее применение результатов программы
В 1990 году в Израиле было принято решение о модернизации состоящих на вооружении истребителей F-4E «Фантом», до уровня «Фантом-2000». В ходе модернизации на самолёты устанавливали новое пилотажно-навигационное и прицельное оборудование с автоматизированным управлением от бортовой ЭВМ 1553B, а также новые системы предупреждения и РЭБ — часть оборудования была разработана в рамках работы над истребителем «Лави».
В 1993 году на выставке авиатехники в Ле-Бурже Израиль представил модернизированный вариант истребителя МиГ-21, переоборудованный в штурмовик для нанесения ударов по морским и наземным целям. На самолёт было установлено новое радиоэлектронное, навигационное и прицельное оборудование, а также система катапультирования лётчика, изначально разработанная для тактического истребителя «Лави». Стоимость программы модернизации одного самолёта составляла 1-4 млн долларов, в зависимости от установленного оборудования.

## Летно-технические характеристики
Технические характеристики
- Экипаж: 1 человек
- Длина: 14.57
- Размах крыла: 8.78 м
- Высота: 4.78 м
- Площадь крыла: 33.05 м²
- Масса пустого снаряженного: 9990 кг
- Максимальная взлетная масса: 19278 кг
- Объём внутренних топливных баков: 2625 л (ПТБ 4165)
- Двигатель: 1 ТРДДФ Pratt & Whitney PW1120
  - Тяга максимальная: 6137 кгс
  - Тяга на форсаже: 9337 кгс

Лётные характеристики
- Максимальная скорость:
  - на высоте 11000 м - 2266 км/ч
  - крейсерская у земли - 1106 км/ч
- Боевой радиус действия: 1855—2130 км
- Практический потолок: 18000 м
- Макс. эксплуатационная перегрузка: 9 g
- Вооружение: одна 30-мм пушка
- Боевая нагрузка: 7260 кг на 11 узлах подвески